# James Ogilvy (7e comte de Findlater)

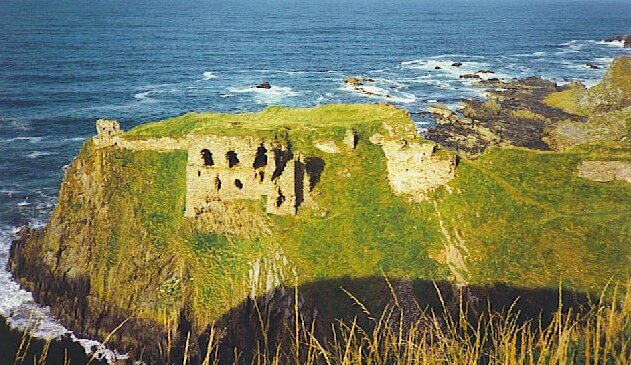
Findlater Castle, siège ancestral des comtes de Findlater.

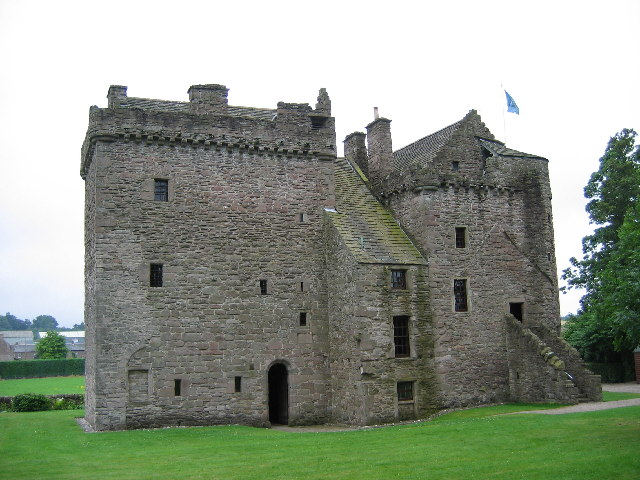
Château de la tour de chasse

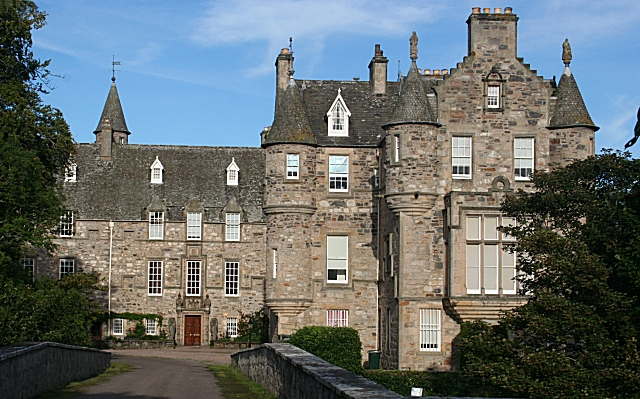
Cullen House, siège des comtes de Findlater et Seafield et où aurait grandi le jeune James Ogilvie

James Ogilvy, 7e comte de Findlater et 4e comte de Seafield (10 avril 1750-5 octobre 1811) est un pair écossais et un architecte paysagiste amateur accompli et philanthrope. Il promeut le jardin paysager britannique en Europe continentale, où il dépense sans compter pour les travaux publics et «l'amélioration du paysage».

## Jeunesse
James Ogilvy est le fils de James Ogilvy, 6e comte de Findlater (vers 1714–1770) et de Lady Mary Murray (1720–1795), fille de John Murray, 1er duc d'Atholl. Ogilvy est né au château de Huntingtower en 1750. Son seul frère John est mort en 1763. Il hérite des domaines et de Cullen House en 1770 à l'âge de vingt ans après que son père, le 6e comte de Findlater, se soit suicidé. Findlater fréquente l'université d'Oxford, puis quitte les îles britanniques pour Bruxelles aux Pays-Bas autrichiens, où il épouse en 1779 Christina Teresa Murray avec qui il ne vit que brièvement. Christina Teresa est la fille de Joseph Murray, comte de Melgum, baronnet de la Nouvelle-Écosse et lieutenant-général dans l'armée du Saint-Empire romain germanique.

## Exilé
Findlater est souvent répertorié parmi ceux qui ont quitté l'Écosse en raison de leur orientation homosexuelle. Cependant, il n'est pas clair si cet "exil" est réel ou auto-imposé. En 1791, il aurait fait une blague aux dépens de Jane, duchesse de Gordon, épouse d'Alexander Gordon. Un navire appelé Duchess of Gordon avait été récemment construit avec un revêtement en cuivre sur la coque pour empêcher la pourriture. Le comte de Findlater a été entendu dire "Je sais que la duchesse avait un cou en laiton et un visage d'airain, mais je ne savais pas qu'elle avait un cul de cuivre". La duchesse de Gordon n'a pas été amusée, poursuivant l'affaire devant les tribunaux. Findlater s'enfuit, ne retournant jamais en Écosse.

## Cullen
Malgré ses voyages, Findlater reste impliqué dans la gestion de ses domaines et emploie les principaux architectes. Par exemple, il charge Robert Adam de développer les plans d'une nouvelle maison à Cullen et James Playfair de repenser la maison existante et le potager attenant. En 1773, James Boswell et le Dr Samuel Johnson visitent le domaine lors de leur voyage vers les Hébrides et notent qu'il est "admirablement aménagé" . Alors que les projets d'Adam pour un nouveau site pour la maison ne sont pas retenus, la suggestion de déplacer Cullen depuis le pourtour de l'église à sa position actuelle autour du port est mise en œuvre, mais pas avant quelques années plus tard.
À partir de 1791, John Ross, professeur à la retraite de l'Université d'Aberdeen, administre ses domaines à Cullen. Les domaines de Findlater en Écosse (au moment de sa mort) rapportent environ 40 000 £ par an (environ 4,6 millions de £ aux prix de 2009.

## Carlsbad
À partir de 1794 environ, Lord Findlater visite Carlsbad (Karlovy Vary), pour profiter des eaux thermales. Il devient un mécène important de la ville et donne de grosses sommes d'argent à des œuvres caritatives locales et pour l'aménagement et l'amélioration des environs de la ville, notamment des sentiers. Findlaterova stezka (chemin Findlater) continue d'être un sentier bien utilisé. Dans les sentiers se trouve le temple de Findlater, un bâtiment semi-circulaire classique entouré d'une coupole, érigé par Lord Findlater, en remerciement pour les bienfaits reçus des eaux de Carlsbad. A proximité se trouve également l'obélisque de Findlater en granit, haut de vingt-huit pieds, érigé en 1804 en l'honneur de Lord Findlater, "l'ami et l'embellisseur de la nature, en signe de gratitude des citoyens de Carlsbad". L'obélisque offre une belle vue sur la vallée en contrebas.

## Dresde
En 1802, Lord Findlater est chargé par la comtesse Henriette de Schall-Riaucour de créer un jardin paysager à l'anglaise autour de la maison Gaussig près de Bautzen. En 1803, le secrétaire privé de Findlater, Johann Georg Fischer, achète le manoir d'Helfenberg situé dans la vallée de l'Elbe à Dresde, au nom de son bienfaiteur. Le terrain comprend cinq vignobles dont Findlaters Vineyard et Findlaters Sheer Vineyard près de Loschwitz avec une vue panoramique sur l'Elbe. Le manoir a un petit parc, qui est aménagé par Findlater avec des arbustes et des arbres précieux. Sur la montagne Bredemannschen, où s'élève aujourd'hui le château d'Albrechtsberg, Findlater fait construire par le maître d'œuvre Johann August Giesel un palais néoclassique. Ce bâtiment est rapidement appelé « Le plus beau palais familial de Dresde ». Les terrasses associées de l'Elbe sont cultivées avec des pergolas, des étangs et des vignes.

## Décès
Findlater meurt en 1811 et il lègue la propriété de Dresde à Fischer qui vit au manoir d'Helfenberg jusqu'à sa propre mort en 1860. Les héritiers écossais protestent devant le tribunal au motif que les legs à Fischer ont été faits pour une considération immorale (c'est-à-dire "ob turpem causa"). Également à sa mort, le comté de Findlater devient inactif. Le titre de comte de Seafield passe à son cousin Sir Lewis Alexander Grant (1767–1840) qui prend également le nom de famille Ogilvy. Findlater est enterré à l'église paroissiale de Loschwitz. La pierre tombale comprend à la fois Findlater et son partenaire Johann Georg Christian Fischer (1773–1860).